# Dajr Dama
Dajr Dama (arab. دير داما) – wieś w Syrii, w muhafazie As-Suwajda. W 2004 roku liczyła 537 mieszkańców.